# Anchor Crag
Anchor Crag är en kulle i Antarktis. Den ligger i Västantarktis. Argentina, Chile och Storbritannien gör anspråk på området. Toppen på Anchor Crag är 1 003 meter över havet, eller 1 meter över den omgivande terrängen. Bredden vid basen är 0,03 km.
Terrängen runt Anchor Crag är varierad. Trakten är obefolkad. Det finns inga samhällen i närheten.